# Low Hauxley
Low Hauxley – wieś w Anglii, w hrabstwie Northumberland. Leży 39 km na północ od miasta Newcastle upon Tyne i 434 km na północ od Londynu.